# Квашеные лимоны
Квашеные лимоны — популярная добавка к блюдам в странах Северной Африки, Ближнего Востока и Индии. Также известна как «деревенские лимоны» или лимы. Может использоваться как закуска.
В рассол из соли, воды и лимонного сока закладываются лимоны, порезанные кубиками, на четвертинки, половинки или целые. Изредка добавляются специи. Также в составе можно встретить сахар и оливковое масло. Закваска происходит при комнатной температуре в течение недель или месяцев.